# Vasilij Sidorenko (agent)
För andra betydelser, se Vasilij Sidorenko (olika betydelser).
Vasilij Aleksandrovitj Sidorenko (ryska: Василий Александрович Сидоренко, ukrainska: Василь Олександрович Сидоренко: Vasyl Oleksandrovytj Sydorenko), född 1 januari 1915 i Poltava, Kejsardömet Ryssland i dagens Ukraina) var en sovjetisk underrättelseofficer verksam i Sverige under andra världskriget.
"Det gifta paret", Aleksandra (född 23 juli 1915) och Vasilij, under det föregivna namnet "Sidorenko", ankom till Sverige från det av Sovjetunionen ockuperade Lettlands huvudstad Riga, med en Ju 52, SE-AFD med flygkapten Roll som befälhavare. Planet landade på Bromma flygplats lördagen den 26 oktober 1940 kl 13.11. Paret bodde först på Park hotell fram till inflyttningen den 1 november 1940 i lägenheten på Erik Dahlbergsgatan 40 1tr i Stockholm.
Den 25-årige Vasilij Sidorenko var en ovanligt ung officer. Han var officiellt Intourist-chef i Stockholm, men efter sin ankomst till Sverige var han hela tiden, fram till anhållandet, sysselsatt med spionage för den militära underrättelsetjänsten GRUs räkning. I den sovjetiska telegramtrafiken mellan Stockholm och Moskva har Sidorenko enligt Venonaprojektet täcknamnet "Stege".
Paret Sidorenko fick snabbt den svenska säkerhetspolisens ögon på sig och Vasilij Sidorenko anhölls den 25 september 1942 kl 11.30 utanför Vasagatan 12 i Stockholm.
Den 2 december 1942 dömdes Vasilij Sidorenko, som ej var ackrediterad, för spionage till 10 års straffarbete rörande bland annat uppgifter kring svenskt pansarförsvar som lämnats av sergeant Fritiof Tobias Vallin (född 1 november 1907, död 18 maj 1981), som var anställd på Södermanlands pansarregemente P3 i Strängnäs. Den 2 januari 1943 höjdes straffet för Sidorenko till 12 års straffarbete. Han satt fängslad på Långholmen. 
Från Sovjetunionens högsta ledning, bland annat vice utrikeskommissarien Solomon Lozovskij och utrikeskommissarien Vjatjeslav Molotov, framfördes upprepade, skarpa uppmaningar till Sverige att frige Sidorenko. Från sovjetisk sida framfördes även att han hade utsatts för tortyr i det svenska fängelset. De ivrigt framförda önskemålen från högsta sovjet att släppa Sidorenko, har bidragit till spekulationerna om att Sidorenko på något sätt skulle vara befryndad med Josef Stalins säkerhetschef Lavrentij Berija eller någon annan person i den sovjetiska ledningen. 
På kvällen tisdagen den 22 februari 1944 bombades Stockholm och Strängnäs samtidigt av sovjetiska bombplan. De svenska myndigheternas officiella förklaring har varit att det berodde på en felnavigering[källa behövs]. Ryssarna själva erkände aldrig att de skulle ha haft flygplan i luftrummet över Sverige den aktuella kvällen.
Vid konselj på Stockholms slott fredagen den 25 februari 1944 benådades Sidorenko. Samtidigt benådades en brittisk agent Alfred Frederick Rickman (född 14 mars 1902), som avtjänade ett långt fängelsestraff. England och Sovjet var allierade. 
Paret "Sidorenko" lämnade Sverige med en DC-3, G-AGFY med flygkapten Pelly som befälhavare söndagen den 27 februari 1944, kl 23.25 med destination Skottland. Sidorenkos vidare öde är okänt. Alfred Frederick Rickman flögs från Bromma mot Skottland med G-AGFX med flygkapten Jude som befälhavare den 14 mars 1944 kl 19.30.
I dialogboken "Spioner emellan" antyder före detta SÄPO-intendenten Tore Forsberg att bombningarna hade ett samband med fängslandet – och sedan benådningen – av Vasilij Sidorenko. Enligt denna teori var bombningarna av Stockholm och Strängnäs en del av en sovjetisk kampanj också med propaganda och diplomati för att tvinga Sverige att släppa Sidorenko, vars spionage delvis var riktat just mot pansarregementet i Strängnäs.